# ألكسندر ميتروفيتش (كرة سلة)
ألكسندر ميتروفيتش (بالصربية: Александар Митровић) مواليد 22 يوليو 1990 في بلغراد، جمهورية يوغوسلافيا الاشتراكية الاتحادية، هو لاعب كرة سلة صربي. بدأ مسيرته الاحترافية في سنة 2007. يلعب في الدوري السعودي لكرة السلة نادي أحد السعودي يحمل الرقم 23

## المسيرة الاحترافية
لعب مع نادي ميغا لكرة السلة من سنة 2007 إلى 2009، ثم لعب مع نادي بارتيزان لكرة السلة من سنة 2009 إلى 2011، ثم لعب مع زلاتوروج لاشكو في موسم 2013–2014.

## روابط خارجية
- ألكسندر ميتروفيتش على موقع الاتحاد الدولي لكرة السلة (الإنجليزية)
- ألكسندر ميتروفيتش على موقع الدوري الأوروبي لكرة السلة (الإنجليزية)
- ألكسندر ميتروفيتش على موقع كرة السلة الأوروبية.كوم (الإنجليزية)
- ألكسندر ميتروفيتش على موقع ريلجم (الإنجليزية)
- ألكسندر ميتروفيتش على موقع بروبوليرز (الإنجليزية)
- ألكسندر ميتروفيتش على موقع سبورتس رفرنس (الإنجليزية)